# The Border Legion (film fra 1918)
The Border Legion er en amerikansk stumfilm fra 1918 af T. Hayes Hunter.

## Medvirkende
- Blanche Bates som Joan Randall
- Hobart Bosworth som Jack Kells
- Eugene Strong som Jim Cleve
- Kewpie Morgan som Gorilla Gulden
- Russell Simpson som Overland Bradley